# Platycoelia parva
Platycoelia parva är en skalbaggsart som beskrevs av Kirsch 1885. Platycoelia parva ingår i släktet Platycoelia och familjen Rutelidae. Inga underarter finns listade i Catalogue of Life.